# Bangalaia wissmanni
Bangalaia wissmanni är en skalbaggsart som först beskrevs av Max Quedenfeldt 1888.  Bangalaia wissmanni ingår i släktet Bangalaia och familjen långhorningar.
Artens utbredningsområde är Angola. Inga underarter finns listade.